# The Games Factory
The Games Factory（簡稱TGF）是一個使用圖形用戶界面（GUI）的軟件，由法國開發團隊「Clickteam」創造。TGF的製造目的是讓使用者用簡易地編寫遊戲，因此在編寫遊戲過程裡不需要用編程語言。Clickteam也創作了Multimedia Fusion，和TGF相似。

## 優點
- 可以在GUI上操作。
- 不需使用程式碼

## 缺點
- 在執行遊戲時只能1秒內只可同時重複60次和修改262件物件。
- 介面不易使用，與Windows的操作方式十分不同。
- 不能使用程式碼使它的功能大大減少。

## 外部連結
- Clickteam.com（页面存档备份，存于）官方網站（英文）
- The Click Wiki（英文）
- Clickteam.com Retired Products免費下載舊版TGF
- The Daily Click（页面存档备份，存于）